# 里巴夫冰川
73°58′S 163°12′E / 73.967°S 163.200°E
里巴夫冰川（英語：Rebuff Glacier），是南極洲的冰川，位於維多利亞地的斯科特海岸，流經冷藏山脈，最終在曼基嫩山東南面7公里注入坎貝爾冰川，由新西蘭探險隊命名，現時由南極條約體系管理。